# Resolutie 935 Veiligheidsraad Verenigde Naties
Resolutie 935 van de Veiligheidsraad van de Verenigde Naties werd unaniem aangenomen op 1 juli 1994. De Veiligheidsraad richtte een onderzoekscommissie op naar de mogelijke genocide die in Rwanda had plaatsgevonden.

## Achtergrond
Toen Rwanda een Belgische kolonie was, werd de Tutsi-minderheid in het land verheven tot een elite die de grote Hutu-minderheid wreed onderdrukte. Na de onafhankelijkheid werden de Tutsi verdreven en namen de Hutu de macht over. 
Het conflict bleef aanslepen, en in 1990 vielen Tutsi-milities verenigd als het FPR Rwanda binnen. Met westerse steun werden zij echter verdreven. In Rwanda zelf werd de Hutu-bevolking opgehitst tegen de Tutsi. Dat leidde begin 1994 tot de Rwandese genocide. De UNAMIR-vredesmacht van de Verenigde Naties kon vanwege een te krap mandaat niet ingrijpen.

## Inhoud
De Veiligheidsraad had reeds alle inbreuken op het internationaal humanitair recht, en vooral tegen burgers, veroordeeld. Die schendingen werden onderzocht en secretaris-generaal Boutros Boutros-Ghali rapporteerde dat er systematische slachtingen en moorden hadden plaatsgevonden in heel Rwanda. Enkel door middel van een grondig onderzoek kon men de verantwoordelijken aanwijzen. Zij zouden dan voor de rechter moeten worden gebracht.
De Veiligheidsraad vroeg de secretaris-generaal dringend een onpartijdige commissie van experts op te richten om de betrokken informatie en bewijsmateriaal over een mogelijke genocide te onderzoeken. Alle landen en organisaties werd gevraagd de informatie die ze hadden binnen de dertig dagen over te maken aan die commissie. De secretaris-generaal moest rapporteren over de oprichting van de commissie en binnen de vier maanden over diens conclusies. Ook moest hij zorgen voor de coördinatie en samenwerking van de commissie met de speciale rapporteur van het Hoog Commissariaat voor de Vluchtelingen.

## Verwante resoluties
- Resolutie 928 Veiligheidsraad Verenigde Naties
- Resolutie 929 Veiligheidsraad Verenigde Naties
- Resolutie 955 Veiligheidsraad Verenigde Naties
- Resolutie 965 Veiligheidsraad Verenigde Naties

Lijst ·  893 ·  894 ·  895 ·  896 ·  897 ·  898 ·  899 ·  900 ·  901 ·  902 ·  903 ·  904 ·  905 ·  906 ·  907 ·  908 ·  909 ·  910 ·  911 ·  912 ·  913 ·  914 ·  915 ·  916 ·  917 ·  918 ·  919 ·  920 ·  921 ·  922 ·  923 ·  924 ·  925 ·  926 ·  927 ·  928 ·  929 ·  930 ·  931 ·  932 ·  933 ·  934 ·  935 ·  936 ·  937 ·  938 ·  939 ·  940 ·  941 ·  942 ·  943 ·  944 ·  945 ·  946 ·  947 ·  948 ·  949 ·  950 ·  951 ·  952 ·  953 ·  954 ·  955 ·  956 ·  957 ·  958 ·  959 ·  960 ·  961 ·  962 ·  963 ·  964 ·  965 ·  966 ·  967 ·  968 ·  969